# Михальово (Цілинний округ)
Михальо́во (рос. Михалёво) — село у складі Цілинного округу Курганської області, Росія.
Населення — 550 осіб (2010, 849 у 2002).
Національний склад станом на 2002 рік:
- росіяни — 83 %